# Merry Clayton

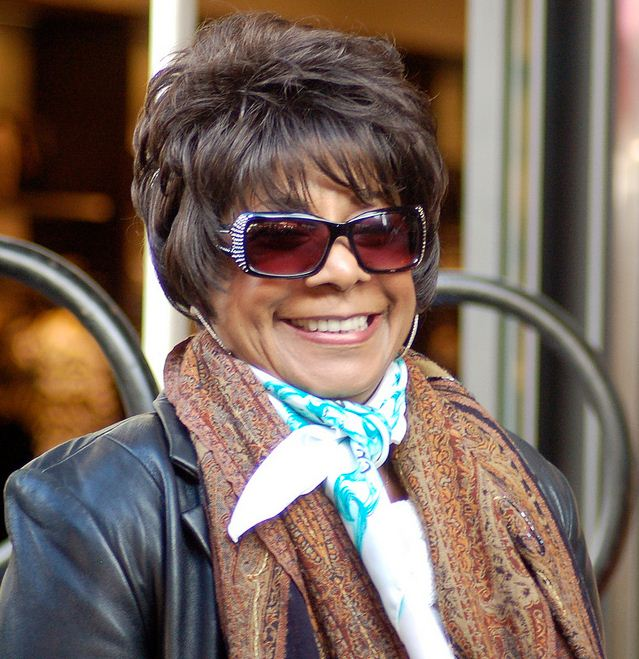
Merry Clayton (2012)

Merry Clayton (* 25. Dezember 1948 in New Orleans, Louisiana) ist eine US-amerikanische R&B-Sängerin, die ihre größten Erfolge in den 1970er und 1980er Jahren feierte.

## Biografie
Clayton wurden unter anderem durch ihre gesangliche Mitwirkung an dem Rolling-Stones-Song Gimme Shelter aus dem 1969er Album Let It Bleed berühmt. Das Stück wurde mehrfach als herausragende Komposition gewürdigt. So schrieb der Rolling-Stone-Autor Greil Marcus über den Song, „Die Stones haben nie etwas Besseres gemacht“ und in ihrem Artikel der „100 besten Rolling-Stones-Songs“ listete die Zeitschrift Gimme Shelter auf den ersten Platz. Clayton nahm das Stück auch solo auf und benannte ihr Debütalbum danach. Mit den nachfolgenden Alben Merry Clayton (1971) und Keep Your Eye on the Sparrow (1975) konnte sie sich in den amerikanischen LP-Charts platzieren. Auf Emotion widmete sie sich 1980 kurzfristig der Disco-Musik.
Ihr größter Single-Erfolg und vielleicht bekannteste Solo-Aufnahme ist der Pop-Song Yes aus dem Soundtrack zum Kinofilm Dirty Dancing. 1988 erreichte der Titel einen Platz 45 in den US-Charts. Zwischen 1970 und 1988 hatte sie insgesamt fünf Singles in den Charts ihrer Heimat.
Clayton ist darüber hinaus seit den späten 1960er Jahren eine sehr gefragte Backgroundsängerin: Sie ist unter anderem auf Alben von Neil Young, Joe Cocker, Linda Ronstadt, Carole King, Billy Preston oder Ringo Starr zu hören. Teilweise revanchierten sich diese Künstler, indem sie an Claytons Alben mitwirkten. Der Umstand, dass Clayton zwar als Backgroundsängerin, ähnlich wie ihre Kolleginnen Darlene Love, Judith Hill oder Lisa Fischer, sehr gefragt war, sie selbst aber nie zum großen Star aufstieg, ist Thema der preisgekrönten Dokumentation 20 Feet from Stardom, die 2013 in die Kinos kam. Der Film wurde bei der Oscarverleihung 2014 mit einem Oscar in der Kategorie „Bester Dokumentarfilm“ ausgezeichnet.
Hin und wieder versuchte sich Clayton auch als Schauspielerin. So war sie unter anderem 1987–88 als „Verna Dee Jordan“ für einige Folgen in der Serie Cagney & Lacey zu sehen. 
Im Juni 2014 mussten ihr nach einem schweren Autounfall beide Beine ab den Knien amputiert werden. Sie verbrachte fast ein halbes Jahr im Krankenhaus.

## Diskografie

### Studioalben
| Jahr | Titel                        | Höchstplatzierung, Gesamtwochen, AuszeichnungChartplatzierungen (Jahr, Titel, Platzierungen, Wochen, Auszeichnungen, Anmerkungen) | Höchstplatzierung, Gesamtwochen, AuszeichnungChartplatzierungen (Jahr, Titel, Platzierungen, Wochen, Auszeichnungen, Anmerkungen) | Anmerkungen |
| Jahr | Titel                        | US | R&B | Anmerkungen |
| ---- | ---------------------------- | --- | --- | ----------- |
| 1971 | Merry Clayton                | US180 (11 Wo.)US | R&B36 (9 Wo.)R&B | Ode         |
| 1975 | Keep Your Eye on the Sparrow | US146 (8 Wo.)US | R&B50 (5 Wo.)R&B | Ode         |

Weitere Alben
- 1970: Gimme Shelter (Ode)
- 1980: Emotion (MCA)
- 1994: Miracles (Chicago Gospel International)
- 2021: Beautiful Scars (Motown)

### Kompilationen
| Jahr | Titel                     | Höchstplatzierung, Gesamtwochen, AuszeichnungChartplatzierungen (Jahr, Titel, Platzierungen, Wochen, Auszeichnungen, Anmerkungen) | Höchstplatzierung, Gesamtwochen, AuszeichnungChartplatzierungen (Jahr, Titel, Platzierungen, Wochen, Auszeichnungen, Anmerkungen) | Anmerkungen |
| Jahr | Titel                     | US | R&B | Anmerkungen |
| ---- | ------------------------- | --- | --- | ----------- |
| 2013 | The Best of Merry Clayton | — | R&B61 (1 Wo.)R&B | Ode         |

### Singles
| Jahr | Titel Album                       | Höchstplatzierung, Gesamtwochen, AuszeichnungChartplatzierungen (Jahr, Titel, Album, Platzierungen, Wochen, Auszeichnungen, Anmerkungen) | Höchstplatzierung, Gesamtwochen, AuszeichnungChartplatzierungen (Jahr, Titel, Album, Platzierungen, Wochen, Auszeichnungen, Anmerkungen) | Höchstplatzierung, Gesamtwochen, AuszeichnungChartplatzierungen (Jahr, Titel, Album, Platzierungen, Wochen, Auszeichnungen, Anmerkungen) | Anmerkungen |
| Jahr | Titel Album                       | UK | US | R&B | Anmerkungen |
| ---- | --------------------------------- | --- | --- | --- | ----------- |
| 1970 | Gimme Shelter                     | — | US73 (7 Wo.)US | — |             |
| 1972 | After All This Time Merry Clayton | — | US71 (7 Wo.)US | R&B42 (5 Wo.)R&B |             |
| 1973 | Oh No Not My Baby                 | — | US72 (6 Wo.)US | R&B30 (8 Wo.)R&B |             |
| 1975 | Keep Your Eye on the Sparrow      | — | US45 (9 Wo.)US | R&B42 (8 Wo.)R&B |             |
| 1980 | Emotion                           | — | — | R&B53 (8 Wo.)R&B |             |
| 1988 | Yes Dirty Dancing O.S.T.          | UK70 (1 Wo.)UK | US45 (11 Wo.)US | R&B79 (5 Wo.)R&B |             |